# 燦めく星座
燦めく星座（きらめくせいざ）は、1940年3月に日本ビクターから灰田勝彦の歌唱によって発売された昭和歌謡。灰田の出世作であり、彼を代表する屈指の曲である。佐伯孝夫作詞・佐々木俊一作曲。

## 概要
1940年の正月映画・千葉泰樹監督の『秀子の応援団長』の挿入歌。レコードは二ヶ月遅れの3月に発売された。当初は映画主題歌で高峰秀子が謡った『青春グラウンド』がA面であったが、映画のワンシーンでしか使われなかったこのB面の歌のほうが人気に火がつき、40万枚の大ヒットを記録することとなった。このヒットにより都会の若者を中心に人気のあった灰田が一躍全国的な人気を博すようになった。しかし、軍部からこの曲の歌詞が軟弱だとクレームが入り、1943年に少し軍事色の強い歌詞に変えたバージョンが『ジャワの夕月』のカップリングとして発売された。
第二次世界大戦後、再びビクターがレコード事業開始の際、最初に発売されたのは、このレコードのリバイバル盤である。

## 戦後の使用作品
小津安二郎の映画『東京物語』の劇中においてアップテンポ版の歌が使用されている。
岡本喜八の映画『独立愚連隊』、『独立愚連隊西へ』の劇中において原曲が使用されている。
塚原重義のアニメ映画『クラユカバ』ではタイトルバックに原曲が使用され、劇中においてはイントロをマーチ調にアレンジした劇伴が使用されている。